# La Chapelle-du-Châtelard
La Chapelle-du-Châtelard är en kommun i departementet Ain i regionen Auvergne-Rhône-Alpes i östra Frankrike. Kommunen ligger  i kantonen Villars-les-Dombes som ligger i arrondissementet Bourg-en-Bresse. Kommunens areal är 13,37 km². År 2022 hade La Chapelle-du-Châtelard 391 invånare.

## Befolkningsutveckling
Antalet invånare i kommunen La Chapelle-du-Châtelard
Referens: INSEE